# 富塘街道
富塘乡，是中华人民共和国湖南省永州市道县下辖的一个乡镇级行政单位。

## 行政区划
富塘乡下辖以下地区：
五候村、鸟梨树村、李家园村、石板冲村、旦家塘村、富塘村、春秋塘村、上莫村、立埠村、塘背村、曹家村和五里牌村。